# Dágón

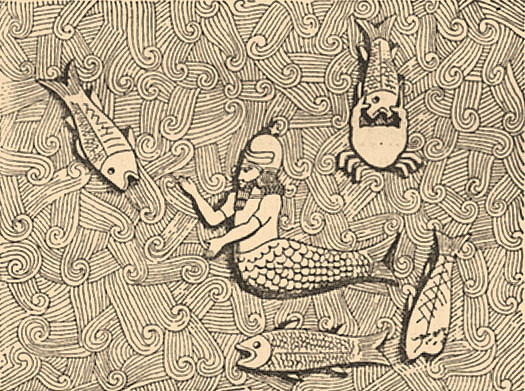
Dágón vitatott asszír ábrázolása

Dágón (föníciai nyelven 𐤃𐤂𐤍 Dāgūn; héberül דָּגוֹן Dāgōn) vagy Dagan (sumér nyelven 𒀭𒁕𒃶 da-gan)) ókori mezopotámiai, illetve kánaánita isten. Asszíriában, Ugaritban, Eblában, illetve az amoriták körében mezőgazdasági termékenységi istenségként imádták. A Biblia szerint a filiszteusok egyik főistene volt, akinek Asdódban, Gázában és Bétdágonban volt temploma.
Külsejét nevének etimológiai értelmezése alapján (a kánaánita dag szó halat jelent) sokáig félig férfinak, deréktól lefelé halnak gondolták és azonosították az asszír domborműveken található halemberekkel, újabban azonban cáfolták ezt az elképzelést.

## Nevének eredete
Ugariti nyelven az isten neve Dgn (Dagnu vagy Daganu), akkádul pedig Dagana. Neve feltehetően a "felhős" jelentésű" dgn gyökből származik, vagyis eredetileg esőisten lehetett.
Bübloszi Philón azt írja, hogy a föníciai Szankhuniathón szerint Dágón neve a gabona (szitón) szóból ered, majd így folytatja: "És Dágónt, miután felfedezte a gabonát és az ekét, Zeusz Arotriosznak ("szántóvető Zeusznak") hívták.

## Tisztelete
Dágón tiszteletének első jelei a szíriai Máriban talált, i. e. 2500 körül írt szövegek, valamint az amorita személynevek, amelyekben Dágónon kívül Ilu (Él) és Hadad is gyakran előfordulnak.
I. e. 2300 körül Ebla városának mintegy 200 istenségből álló panteonjának Dágón volt a feje. Titulusai között szerepel az "istenek ura" (Be-dingir-dingir), a "világ ura" (Bekalam), a "föld harmata" (tilu matim) vagy Kánaán? ura (Be-ka-na-na). Feleségét Belatunak ("hölgy") hívták. Kettejüket egy jókora templomkomplexumban, a Csillagok házában (E-Mul) imádták. Ebla városának egyik negyedét és egyik kapuját Dágónról nevezték el.
Helyenként a sumér szövegekben is említik, de inkább csak a kései asszír és babiloni írásokban vélik gyakorivá, mint erős, harcos védelmező isten, aki akár olyan hatalmas is lehet, mint Enki. Egyes szövegekben felesége Sala (aki néhol Hadad asszonyának mondanak), másutt Ninmah vagy Isara. Hammurabi híres törvénykönyvének bevezetőjében azt állítja, hogy az Eufrátesz-menti városokat Dágón segítségével hódította meg. Egy i. e. 18. századból származó levélben, amelyet Nahur kormányzója küldött Zimrí-Limnek, Mári királyának, azt írják, hogy egy látomás szerint azért nem sikerült a királynak meghódítania a jaminitákat, mert nem küldte el előtte Dágón templomába tetteinek felsorolását.
I. e. 1300 körül Ugaritban Dágónnak nagy templomot emeltek és a harmadik legfontosabb istenségnek számított egy atya-isten és Él után, megelőzve Hadadot. Neve helyenként megtalálható a mezopotámiai uralkodónevekben, mint pl. az íszíni Iddin-Dagán (kb. i.e. 1974-1954) és Isme-Dagán (kb. i. e. 1953-1935) esetében. Az utóbbi nevet két asszír király is felvette: I. Ismé-Dagán (kb. i. e. 1782–1742) és II. Ismé-Dagán (kb. i. e. 1610–1594).
II. Assur-nászir-apli asszír király i. e. 9. századi sztéléje szerint ő An és Dagan istenek kedveltje. Egy asszír költeményben Nergal és Misaru mellett Dagan ítéli meg a holtakat. Egy késő-babiloni szöveg szerint ő őrzi Emmesarra isten hét gyermekét a túlvilágon.
A korábban említett föníciai Szankhuniathón szerint Dágón Kronosz fivére és Uranosz égisten gyermeke. Míg korábban egyes szövegek Dágónt Hadad apjának tartották, Szankhuniathón azt írja, hogy az égisten Hadaddal terhes ágyasát Dágón kapta meg, aki így egyszerre Hadad féltestvére és mostohaapja.
A bizánci Etymologicon Magnum szerint Dágón a föníciai Kronosz.

## Bibliai utalások

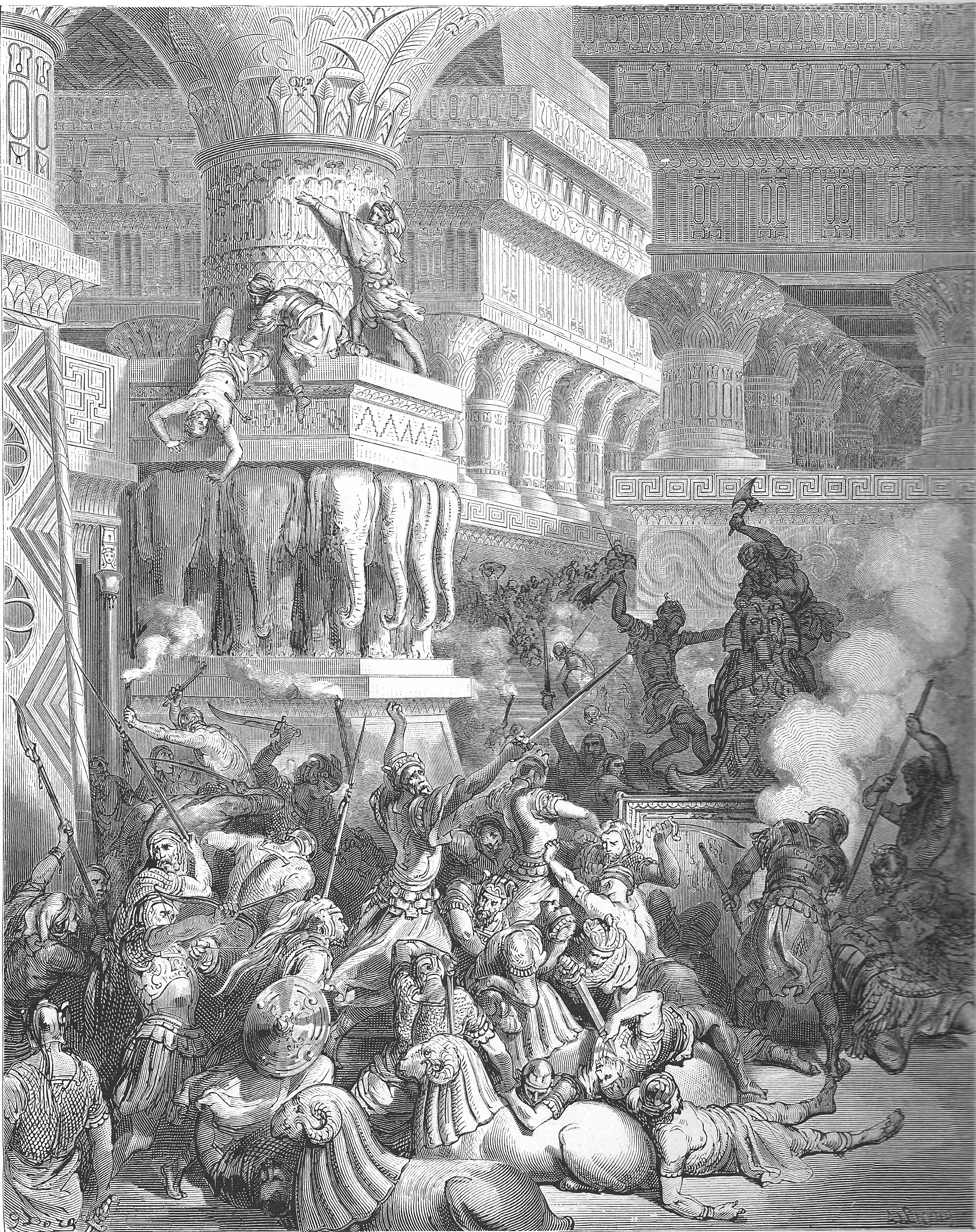
Jonatán felgyújtja az asdódi Dágón-templomot

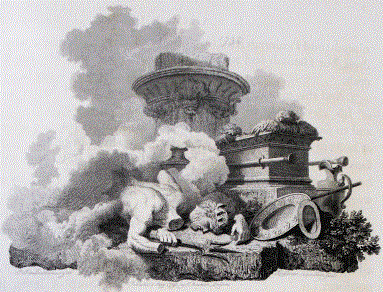
Dágón összetört szobra (Philip James de Loutherbourg rajza, 1793)

A Bibliában Dágón a filiszteusok istene. Templomai voltak két Bétdágon nevű városban (egyik az Áser, másik a Júda törzs területén; Józsué, 15.41 és 19.27), Gázában, valamint Asdódban.
A Bírák könyve (16.23) Sámson halálával kapcsolatosan említi a gázai templomot.
Amikor a filiszteusok elvitték a frigyládát, azt az asdódi Dágón-templomban helyezték el. Másnap reggel Dágón szobra a frigyláda előtt feküdt, arccal lefelé. Hiába tették vissza, éjszakánként mindig hasonló helyzetbe került, harmadnapra pedig le is tört a két karja és a feje, törzse pedig a küszöbön feküdt. Ezt követően a filiszteusok soha nem léptek a küszöbre. Ide vitték Saul király levágott fejét is.
Az asdódi Dágón-templomot i. e. 147-ben a város ostromakor Jonatán Makkabeus a bemenekülő lakosokra gyújtotta.

## Marnasz
Gázai Szt. Porfiriosz legendájában megemlítik a gázaiak által tisztelt pogány istenséget, Marnaszt (arameus nyelven Marnā= Úr) a gabona és az eső istenét, akihez éhínség idején fohászkodtak és aki feltehetően azonos Dágónnal. Alakja még Hadrianus idején is megjelenik a pénzérméken. Görögül Krétai Zeuszként, Zeusz Krétagenészként hivatkoztak rá. Temploma, a Marneión a legtovább megmaradt pogány templomok közé tartozott, 402-ben gyújtották fel a császár parancsára. A pogányoknak tilos volt a szentély kövezetére lépniük, de a keresztények később ezekkel burkolták a piacteret.
A 4. században összeállított Etióp Makkabeusok könyvei még úgy említi Dágónt, mint akinek aktív kultusza van.

## Ábrázolása
Azt, hogy Dágón neve a hal jelentésű dāg szóból származik, a 11. századi zsidó bibliamagyarázó, Rási vetette fel.  A 13. században Dávid Kimhi úgy értelmezte a Sámuel könyvében szereplő furcsa mondatot ("csak a törzse maradt", eredetiben raq dāgôn nišʾar ʿālāyw, szó szerint "csak dágón maradt neki") hogy "csak a hal alakja maradt neki", hozzátéve, hogy "azt mondják hogy Dágón a köldökétől lefelé halforma volt (innen a neve), a köldökétől felfelé pedig férfialak és ahogy írták, a két karja letört."
A halból származtatott etimológia és a halember testalkat elfogadottá vált a 19. és kora 20. századi tudósok körében is és Dágónnal kezdték azonosítani az asszír és föníciai domborműveken, festményeken szereplő halfarkú emberfigurákat, valamint a babiloni Óannészt.
Az első kételyeket Schmökel fogalmazta meg 1928-ban, szerinte Dágón eredetileg nem volt halformájú, csak később változott meg ikonográfiája a kánaániták körében, éppen nevének a hal szóhoz való hasonlósága miatt. Fontenrose (1957:278)
A gázai Marnasz alakja a ránk maradt pénzérmék alapján jól ismert; ezeken általában meztelen, szakállas férfiként ábrázolják, aki villámmal a kezében vagy trónon ül vagy áll; más képeken íjjal a kezében egy istennő előtt áll egy emelvényen.

## Fordítás
- Ez a szócikk részben vagy egészben  a   Dagon című angol Wikipédia-szócikk ezen változatának fordításán alapul.  Az eredeti cikk szerkesztőit annak laptörténete sorolja fel. Ez a jelzés csupán a megfogalmazás eredetét és a szerzői jogokat jelzi, nem szolgál a cikkben szereplő információk forrásmegjelöléseként.